# Hans Erni Museum
Das Hans Erni Museum in der Schweizer Stadt Luzern widmet sich dem Lebenswerk des Schweizer Künstlers Hans Erni (1909–2015).

## Entstehung und Sammlung

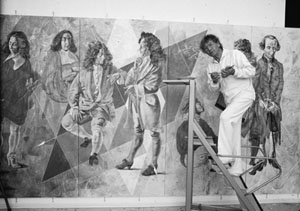
Hans Erni,
Foto: Erling Mandelmann, 1967

Das Museum wurde 1979 auf dem Areal des Verkehrshauses der Schweiz gebaut und wird von der 1976 gegründeten Hans-Erni-Stiftung getragen. Eine permanente Ausstellung zeigt Ernis Werk, das sich mit zeitgeschichtlichen, kulturellen, technischen und ökologischen Themen auseinandersetzt. Mit über 300 Werken wird ein Querschnitt durch das umfassende Werk des Schweizer Malers, Grafikers und Plastikers präsentiert.
Im Auditorium im zweiten Stockwerk befindet sich das zweimal 18 Meter lange Wandbild Panta rhei, auf dem Grössen der abendländischen Geistesgeschichte dargestellt sind.
Seit 2019 leitet der Kunsthistoriker Heinz Stahlhut das Museum und führt parallel zur ständigen Sammlungspräsentation thematische Sonderausstellungen durch, in denen er auch Werke von zeitgenössischen Künstlern integriert.
Im Skulpturengarten des Museums sind Plastiken von Hans Erni aufgestellt:

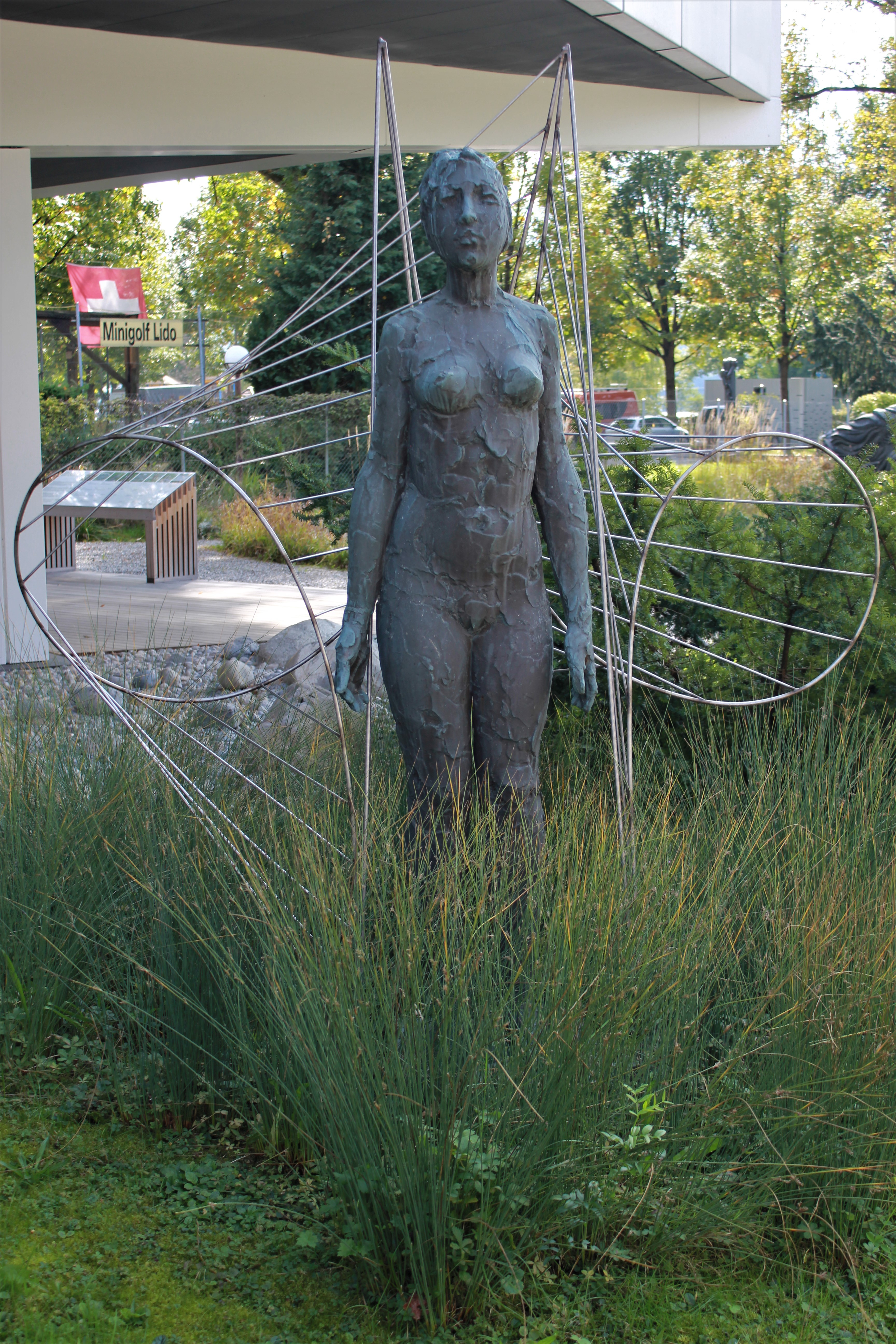
Gymnastin (Bronze, 1969)
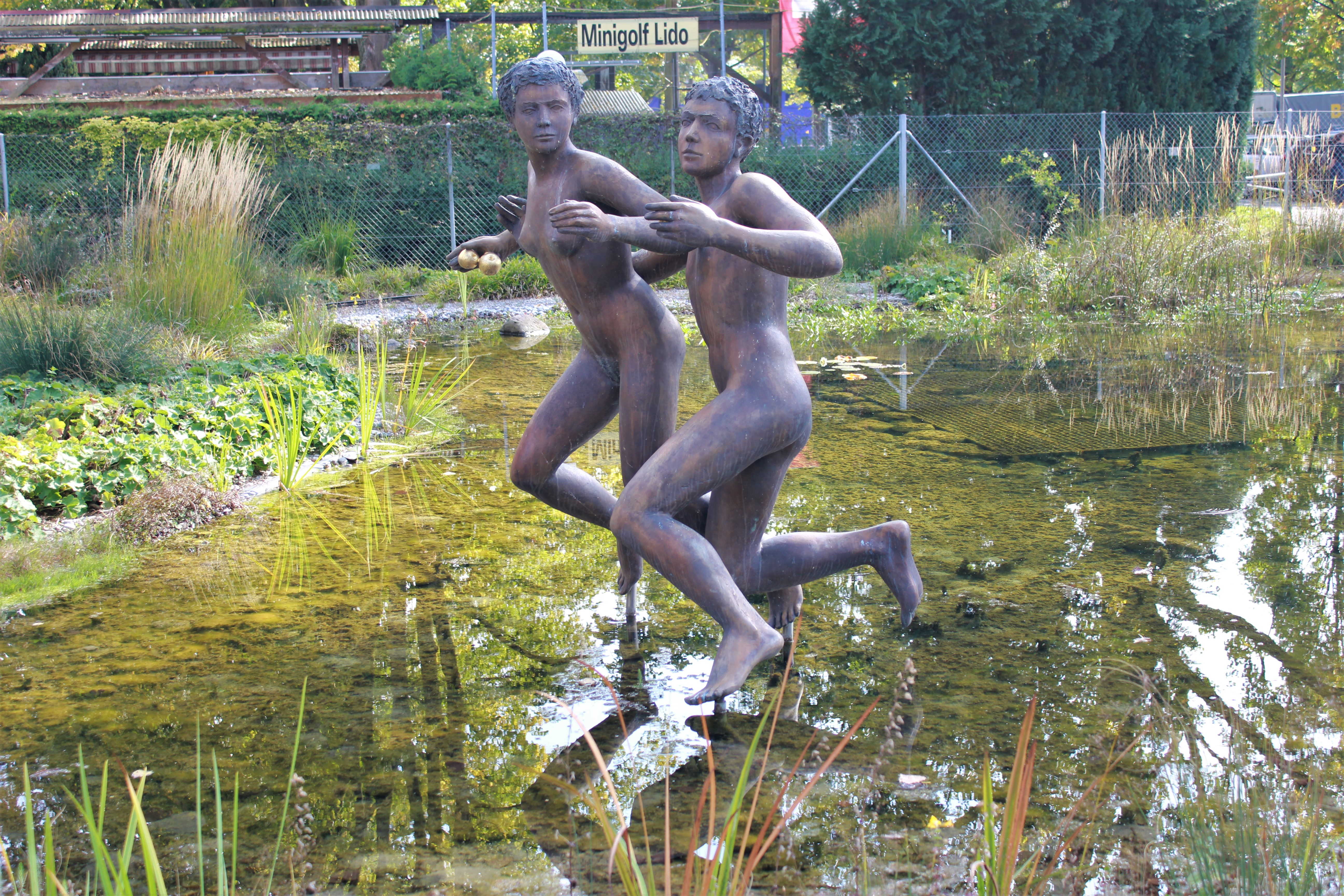
Hippomenes und Atalante (Bronze, 1998/99)